# 北海道せき損センター
北海道せき損センター（ほっかいどうせきそんセンター）は、北海道美唄市にある医療機関（せき損センター）である。開設当初から脊髄疾患患者の治癒と早期の社会復帰を目的としており、脊髄損傷、頚椎損傷、外傷性骨折などの整形外科を主とした外科系病院になっている。

## 沿革
1955年（昭和30年）に「美唄労災病院」として開設。1998年（平成10年）に「勤労者腰痛・脊損センター」を開設し、敷地内にヘリポートを設置した。2004年（平成16年）、独立行政法人化に伴って労働者健康福祉機構の病院となる。美唄市は市立美唄病院と統合することを検討してきたが、2007年（平成19年）に断念している。2008年（平成20年）には「特殊法人等整理合理化計画」（平成13年閣議決定）に基づいて岩見沢労災病院を本院、美唄労災病院をせき髄損傷医療に特化した分院として統合。岩見沢労災病院を「北海道中央労災病院」、美唄労災病院を「北海道中央労災病院せき損センター」と改称した。2016年（平成28年）、労働安全衛生総合研究所との統合に伴って労働者健康安全機構の病院となる。また、名称を｢北海道せき損センター｣と変更した。

## 機関指定
| 健康保険法指定保険医療機関                     | 国民健康保険療養取扱機関               |
| 労働者災害補償保険法指定医療機関               | 生活保護法指定医療機関                 |
| 身体障害者福祉法指定医療機関                   | 感染症予防法指定医療機関               |
| 原子爆弾被害者一般疾病医療取扱医療機関         | 自立支援医療（育成医療）指定医療機関   |
| 母子保健法養育医療機関                         | 特定疾患治療委託契約医療機関           |
| 身体障害者福祉法更生（育成）医療機関           | 身体障害運動療法等の施設基準に係る承認 |
| 労災保険におけるリハビリテーション医療実施施設 |                                        |

## 診療科等
診療科
- 整形外科
- リハビリテーション科
- 内科
- 循環器科
- 外科
- 形成外科
- 脳神経外科
- 皮膚科
- 泌尿器科
- 麻酔科
- 歯科

センター
- 勤労者腰痛・脊損センター

部門
- 薬剤部
- 看護部
- 高気圧酸素治療室
- 医療連携室

## 施設認定
| 日本循環器学会専門医研修関連施設   | 日本外科学会専門医制度関連施設       |
| 日本整形外科学会専門医制度研修施設 | 日本手外科学会専門医制度認定研修施設 |
| 日本リウマチ学会教育施設           |                                      |

## アクセス
- 北海道旅客鉄道（JR北海道）美唄駅から車で約3分、徒歩約7分
- 道央自動車道美唄ICから車で約5分